# Netisat Klapdee
Netisat Klapdee (thailändisch เนติศาสตร์ กลับดี; * 9. Mai 2003), auch als Ne bekannt, ist ein thailändischer Fußballspieler.

## Karriere
Netisat Klapdee unterschrieb seinen ersten Profivertrag beim Drittligisten MH Nakhonsi City FC. Mit dem Verein aus Tha Sala spielte er fünfmal in der Southern Region der Liga. Nach zwei Spielzeiten wechselte er im Sommer 2024 zum Zweitligisten Nakhon Si United FC. Sein Zweitligadebüt für den Verein aus Nakhon Si Thammarat gab Klapdee am 2. Februar 2025 (22. Spieltag) im Heimspiel gegen den Kanchanaburi Power FC. Bei der 0:2-Heimniederlage wurde er in der 83. Minute für den Brasilianer Bianor eingewechselt.